# 佐見川 (岐阜県)

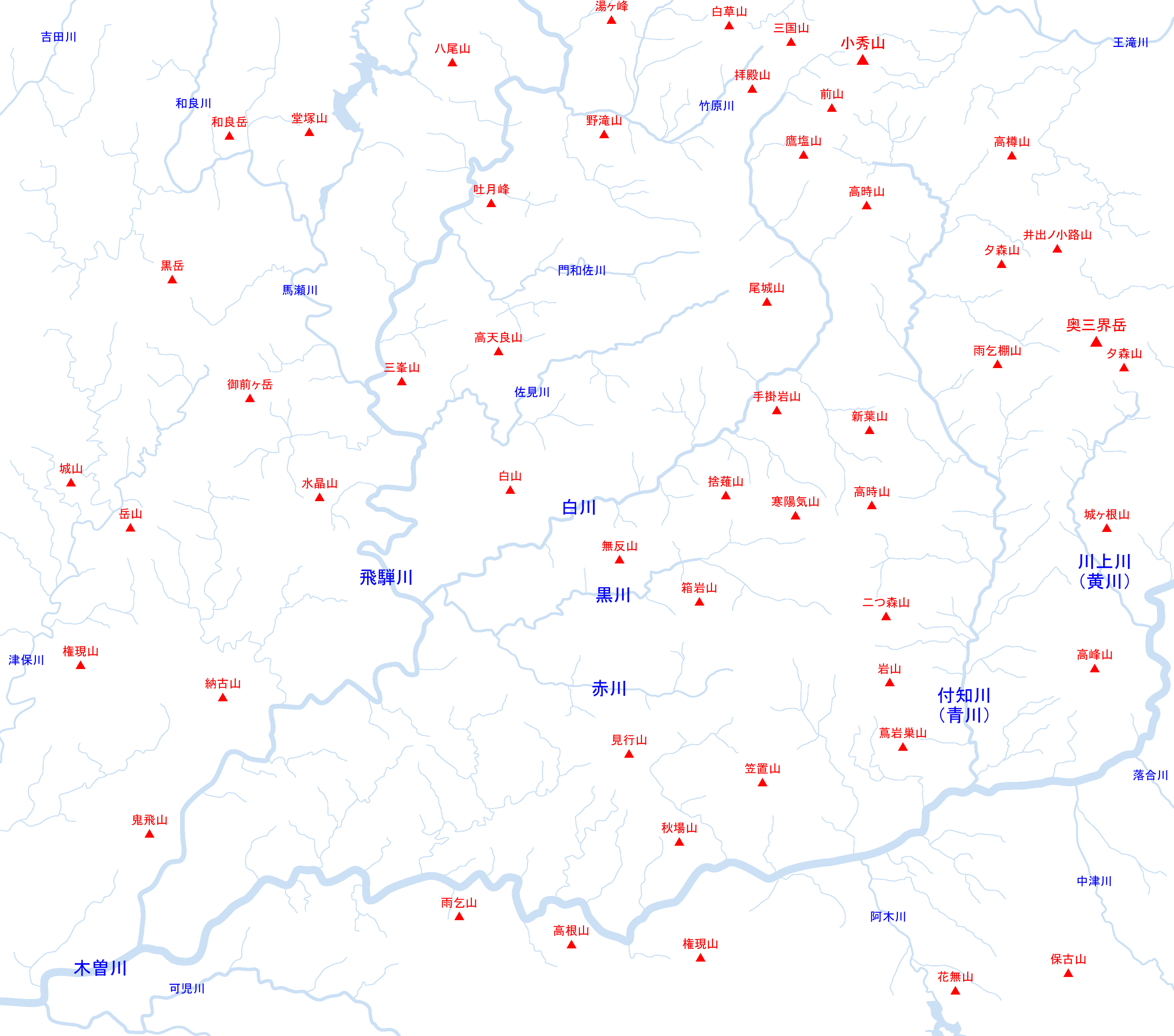
東濃五色川とその周辺の地理

佐見川（さみがわ）は、木曽川水系の一級河川。岐阜県加茂郡白川町を流れる。飛騨川を経て木曽川に合流する2次支川。

## 地理
岐阜県加茂郡白川町の北東端にある尾城山に源を発し、白川町白山付近で飛騨川に合流する。幹線流路延長20.6キロメートル、うち河川法区域延長は19.6キロメートル。
流域周辺は800-900メートルの険しい山容となっており、佐見川は峡谷を流れながら小野日陰川・稲田川などの谷川を集める。流域の中ほどには狭い谷川平野があり、川沿いに集落が点在する。
飛騨川合流点手前の4.3キロメートルほどの区間の渓谷は「佐見川峡」と呼ばれる。合流点直前の2-3キロメートルほどの区間は特に険しい峡谷であり、ここを抜ける交通路は昭和に入るまで存在しなかった。

## 主な支流
一級河川のみ、下流側から順に記載。
- 稲田川
- 小野日陰川

## 主な橋
ほぼ全区間にわたって国道256号と並行しており、大野橋・成山橋・紅葉橋などが架かる。